# Samuel Aquila
Samuel Joseph Aquila (ur. 24 września 1950 w Burbank, Kalifornia) – amerykański duchowny katolicki, w latach 2002–2012 biskup Fargo w Dakocie Północnej, od 2012 arcybiskup metropolita Denver.

## Życiorys
Święcenia kapłańskie otrzymał 5 czerwca 1976 roku. Przez kolejne lata pracował duszpastersko jako kapłan archidiecezji Denver. W latach 1987–1990 studiował w Rzymie na Uniwersytecie św. Anzelma. Po powrocie do kraju służył jako ceremoniarz archidiecezjalny. Współpracował również z Konferencją Biskupów Amerykańskich w tamtejszym Komitecie ds. Liturgii. Od roku 1999 rektor St. John Vianney Seminary w Denver. Od 2000 nosił tytuł prałata honorowego Jego Świątobliwości.
12 czerwca 2001 otrzymał nominację na biskupa-koadiutora diecezji Fargo. Sakry udzielił mu ówczesny metropolita St. Paul i Minneapolis Harry Flynn. Sukcesję przejął 18 marca 2002.
29 maja 2012 papież Benedykt XVI mianował go arcybiskupem metropolitą Denver. Ingres odbył się 18 lipca 2012.